# Salix kalarica
Salix kalarica är en videväxtart som först beskrevs av A. Skvorts., och fick sitt nu gällande namn av Worosch.. Salix kalarica ingår i släktet viden, och familjen videväxter. Inga underarter finns listade i Catalogue of Life.